# 新台子站
新台子站是一个京哈线上的铁路车站，位于辽宁省铁岭市新台子镇，建于1899年，目前为三等站，邮政编码为112611。目前客运：办理旅客乘降；行李、包裹托运；货运：办理整车货物发到；办理整车货物承运前保管。